# Paul Rischke
Wilhelm Christoph Paul Rischke (* 14. Februar 1900 in Berlin; † 1953 in Seeburg) war ein deutscher Kameramann.

## Leben
Rischke ließ sich zum Porträtfotografen ausbilden und arbeitete in der ersten Hälfte der 1920er Jahre in diesem Beruf. Als Standfotograf kam er 1925 zum Film und zeichnete bereits 1926 als Co-Kameramann für die Produktion Wenn der junge Wein blüht verantwortlich.
Er drehte in den folgenden Jahren weitere Spiel- und Dokumentarfilme, war daneben aber bis 1932 auch als Standfotograf aktiv. 1933 gründete er gemeinsam mit Regisseur J. A. Hübler-Kahla und Kameramann Georg Muschner die K. M. R. Tonfilm GmbH.  Alle drei gehörten dem Filmteam an, das 1935 in Ägypten den Karl-May-Film Durch die Wüste realisierte. Nach Kriegsende arbeitete Rischke als Kameramann und gelegentlich zugleich als Regisseur für Kurzfilm-Dokumentationen der DEFA.

## Filmografie
| - 1927: Wenn der junge Wein blüht - 1927: Der Mann mit den falschen Banknoten - 1927: Der Feldmarschall - 1929: Mein Herz ist eine Jazzband - 1933: Schüsse an der Grenze - 1934: Wenn ich König wär... - 1935: Lärm um Weidemann - 1935: Blutsbrüder - 1935: Tanzmusik - 1935: Buchhalter Schnabel (Ein junger Herr aus Oxford) - 1935: Ein Walzer um den Stephansturm (Sylvia und ihr Chauffeur) - 1936: Durch die Wüste | - 1936: Der geheimnisvolle Mister X - 1936: Das Veilchen vom Potsdamer Platz - 1937: Meiseken - 1939: Aufruhr in Damaskus - 1940: Mein Mann darf es nicht wissen - 1941: Jakko - 1942: Mit den Augen einer Frau - 1949: Vergleichen Sie bitte (Kurz-Dokumentarfilm) - 1949: Hand und Hände (Kurz-Dokumentarfilm) - 1950: Berlin produziert (Demofilm) |